# Zbigniew Rawicz (pilot)
Zbigniew Rawicz (ur. 1932, zm. 2 kwietnia 1969 w Zawoi) – polski pilot szybowcowy i samolotowy, kapitan PLL LOT, instruktor lotnictwa.

## Życiorys
Wieloletni szef wyszkolenia Aeroklubu Gliwickiego. 
Wielokrotny zawodnik krajowych mistrzostw w sporcie samolotowym i szybowcowym. 
W latach 1961–1969 kapitan załóg samolotów pasażerskich, od roku 1966 kapitan Antonow An-24 w Polskich Liniach Lotniczych LOT.
Zginął jako pasażer w katastrofie lotniczej na stokach Policy. Pochowany na cmentarzu wojskowym przy ul. Prandoty w Krakowie (kw. LXXIX-11-13).

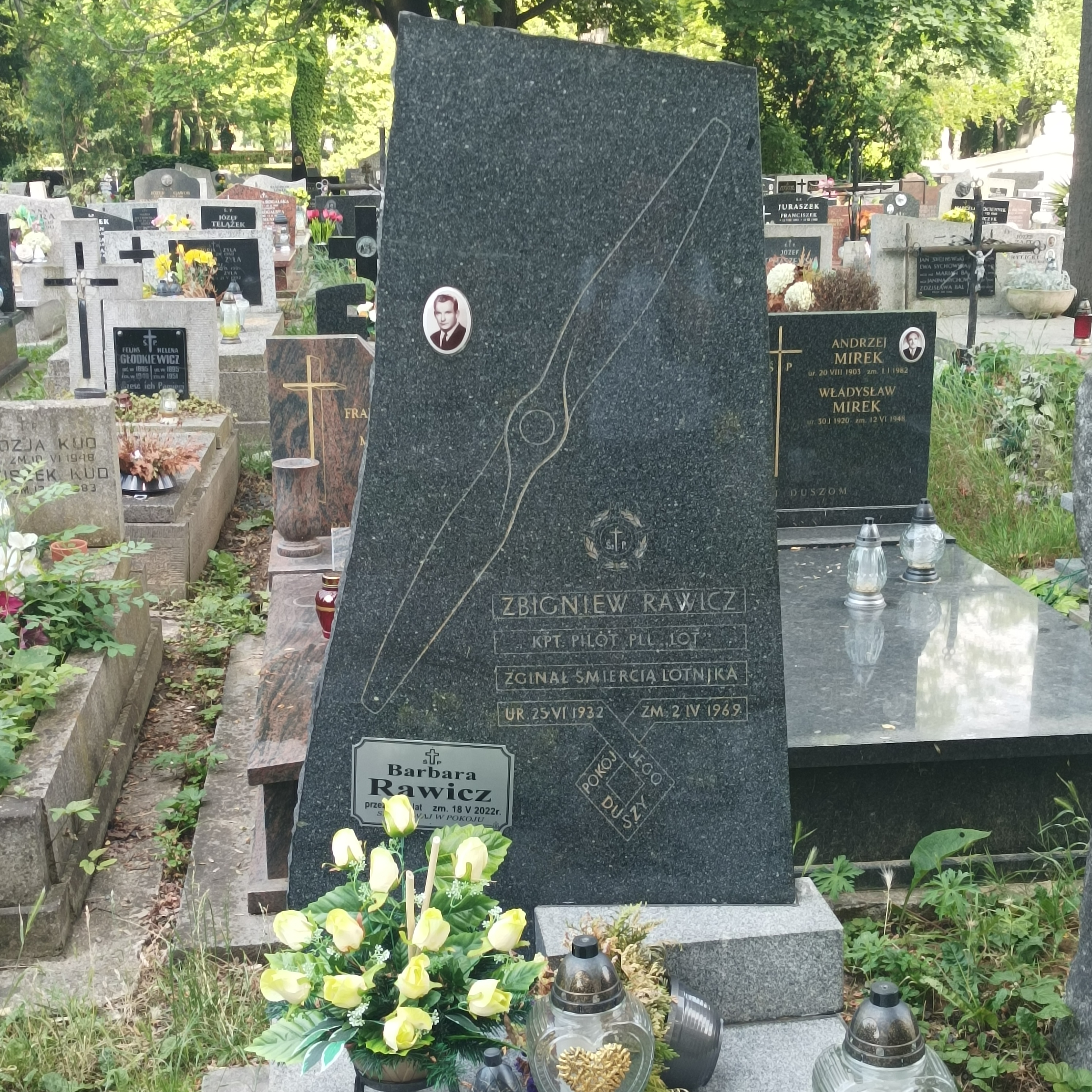
Grób Zbigniewa Rawicza na cmentarzu wojskowym przy ul. Prandoty w Krakowie

## Osiągnięcia
- 1956 – III miejsce w Samolotowych Mistrzostwach Polski Juniorów.
- 1958–1961 – trzykrotnie tytuł Mistrza Polski w Samolotowych Mistrzostwach Polski.
- 1960 – Samolotowe Mistrzostwa Polski – II miejsce i tytuł II-go wicemistrza Mistrzostw Polski.
- 1960 – Lot Południowo-Zachodniej Polski – II miejsce[4].